# 7020 Yourcenar
A 7020 Yourcenar (ideiglenes jelöléssel 1992 GR2) a Naprendszer kisbolygóövében található aszteroida. Eric Walter Elst fedezte fel 1992. április 4-én.
Nevét Marguerite Yourcenar (1903 – 1987) francia író, költő után kapta.